# Chittorgarh (distrikt)
Chittorgarh (hindi: चित्तौड़गढ़) er et distrikt i den indiske delstat Rajasthan. Distriktets hovedstad er Chittorgarh.

## Demografi
Ved folketællingen i 2011 var der 1.544.392 indbyggere i distriktet, mod 1.330.360 i 2001. Den urbane befolkningen udgør 18,47 % af befolkningen.
Børn i alderen 0 til 6 år udgjorde 13,56 % i 2011 mod 16,60 % i 2001. Antallet af piger i den alder per tusinde drenge er 903 i 2011 mod 926 i 2001.